# Tscherniwzi (Mohyliw-Podilskyj)
Tscherniwzi (ukrainisch Чернівці; russisch Черневцы Tschernewzy, polnisch Czerniejowce) ist eine Siedlung städtischen Typs in der Ukraine mit etwa 3000 Einwohnern (2012) und war bis Juli 2020 das administrative Zentrum des Rajon Tscherniwzi.

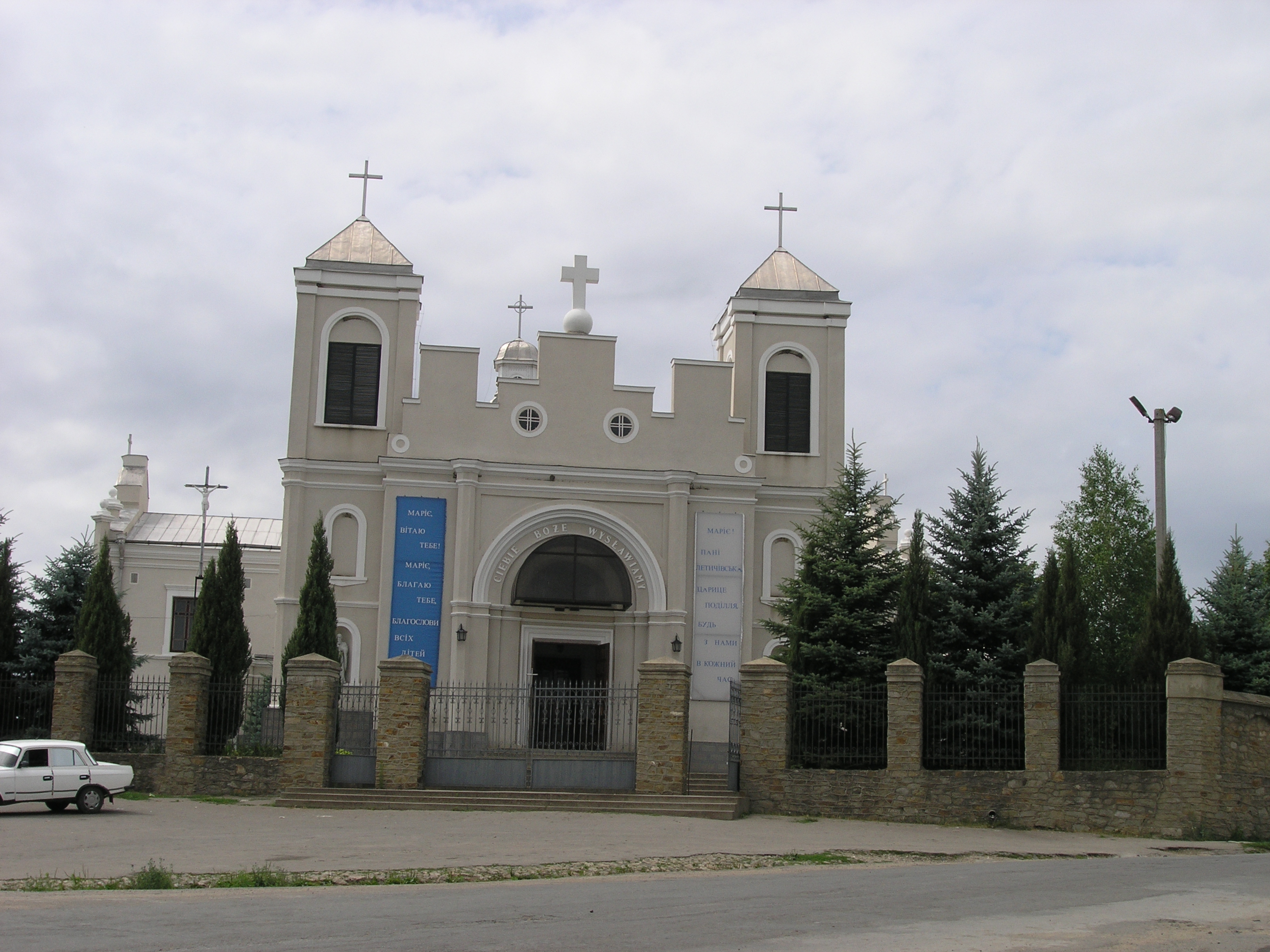
Kirche im Ort

## Geographie
Tscherniwzi liegt im Süden der Oblast Winnyzja an der Mündung der Muraschka in die Murafa, einen 163 km langen Nebenfluss des Dnister, sowie an der Territorialstraße Т–0230 125 km südwestlich des Oblastzentrums Winnyzja. Im Osten schließt das Dorf Masuriwka an die Siedlung an.

## Geschichte
Schriftlich erwähnt wurde die Ortschaft erstmals 1392, sie lag bis 1772 als Teil von Polen-Litauen in der Woiwodschaft Bracław. Im Jahr 1961 erhielt sie den Status einer Siedlung städtischen Typs.

## Persönlichkeiten
Im Ort kam 1950 der ukrainische Politiker und Bürgermeister von Kiew Leonid Kossakiwskyj zur Welt.
Mark Berger, der kanadische Judoka, Vize-Weltmeister und Bronzemedaillengewinner bei Olympia wurde 1954 hier geboren.

## Verwaltungsgliederung
Am 12. Juni 2020 wurde die Siedlung zum Zentrum der neugegründeten Siedlungsgemeinde Tscherniwzi (Чернівецька селищна громада/Tscherniwezka selyschtschna hromada), zu dieser zählten auch die 24 in der untenstehenden Tabelle aufgelisteten Dörfer sowie die Ansiedlungen Jasne, Skorjatschyj Jar, Stepok, Traktowe und Tulijiw, bis dahin bildete sie zusammen mit dem südwestlichen liegenden Dorf Jossypiwka die gleichnamige Siedlungsratsgemeinde Tscherniwzi (Чернівецька селищна рада/Tscherniwezka selyschtschna rada) im Zentrum des Rajons Tscherniwzi.
Am 17. Juli 2020 kam es im Zuge einer großen Rajonsreform zum Anschluss des Rajonsgebietes an den Rajon Mohyliw-Podilskyj.
Folgende Orte sind neben dem Hauptort Tscherniwzi Teil der Gemeinde:
| Name                     | Name               | Name                                     |
| ukrainisch transkribiert | ukrainisch         | russisch                                 |
| ------------------------ | ------------------ | ---------------------------------------- |
| Abramiwska Dolyna        | Абрамівська Долина | Абрамовская Долина (Abramowskaja Dolina) |
| Beresiwka                | Березівка          | Берёзовка (Berjosowka)                   |
| Biljany                  | Біляни             | Беляны (Beljany)                         |
| Boriwka                  | Борівка            | Боровка (Borowka)                        |
| Dubyna                   | Дубина             | Дубина (Dubina)                          |
| Hontiwka                 | Гонтівка           | Гонтовка (Gontowka)                      |
| Hrabowez                 | Грабовець          | Грабовец (Grabowez)                      |
| Jasne                    | Ясне               | Ясное (Jasnoje)                          |
| Jossypiwka               | Йосипівка          | Йосиповка (Jossipowka)                   |
| Kaminske                 | Камінське          | Каминское (Kaminskoje)                   |
| Kossy                    | Коси               | Косы                                     |
| Kotlubajiwka             | Котлубаївка        | Котлубаевка (Kotlubajewka)               |
| Losowe                   | Лозове             | Лозовое (Losowoje)                       |
| Luschok                  | Лужок              | Лужок                                    |
| Masuriwka                | Мазурівка          | Мазуровка (Masurowka)                    |
| Pelyniwka                | Пелинівка          | Пелиновка (Pelinowka)                    |
| Romaschka                | Ромашка            | Ромашка                                  |
| Sajinka                  | Саїнка             | Саинка (Sainka)                          |
| Schenderiwka             | Шендерівка         | Шендеровка (Schenderowka)                |
| Skalopil                 | Скалопіль          | Скалополь (Skalopol)                     |
| Skorjatschyj Jar         | Скорячий Яр        | Скорячий Яр (Skorjatschi Jar)            |
| Stepok                   | Степок             | Степок                                   |
| Sokil                    | Сокіл              | Сокол (Sokol)                            |
| Traktowe                 | Трактове           | Трактовое (Traktowoje)                   |
| Tulijiw                  | Туліїв             | Тулиев (Tilijew)                         |
| Wesnjane                 | Весняне            | Весняное (Wesnjanoje)                    |
| Wiwtscharnja             | Вівчарня           | Овчарня (Owtscharnja)                    |
| Wyschnewe                | Вишневе            | Вишнёвое (Wischnjowoje)                  |
| Wolodijiwzi              | Володіївці         | Володиевцы (Wolodijewzy)                 |